# Bel-bani
Bel-bani (klinopisno mdEN-ba-ni, "gospod je ustvarjalec") je bil kralj Starega asirskega cesarstva, ki je vladal okoli leta 1700 pr. n. št. (kratka kronologija). Bil je prvi iz dinastije, ki so jo kasneje poimenovali Adasidska dinastija. Z njegovo vladavino se je po obdobju vojn med uzurpatorji asirskega prestola začelo novo zgodovinsko obdobje Asirskega cesarstva. Na Seznamu asirskih kraljev je omenjen kot 48. kralj, ki je vladal deset let.

## Življenje
Bil je sin kralja Adasija, zadnjega iz niza sedmih vladarjev, ki so bili Seznamu asirskih kraljev "nikogaršnji sinovi", se pravi da niso bili v sorodu s svojimi predhodniki. Sedem nikogaršnjih sinov je vladalo šest let.
Kasnejši kralji naj bi Bel-banija zelo častili, zlasti Asarhadon (vladal 681 - 669 pr. n. št.) in njegova sinova Šamaš-šum-ukin in Asurbanipal. Pripisovali so mu zasluge, zlasti za vzpostavitev stabilne države in ustanovitev trajne dinastije. Asarhadon je samega sebe opisal kot  "trajnega potomca (liplippi dārû) Belu-banija, sina Adasijevega, dragocenega Baltilovega sina (pir'i BAL.TIL surquru)". Baltil, "mesto modrosti", je bil  prostor v samem središču mesta Ašur, posvečen bogu Ašurju.
Bel-banija je nasledil Libaja, ki je na Seznamu kraljev omenjen kot njegov sin, Landsberger pa meni, da je bil njegov brat.